# メロゴニー
メロゴニー（英: merogony）は単細胞寄生生物の生殖相の1つで、無性生殖により細胞数を増やす過程。メロゴニーを行う細胞をメロント(meront)、メロゴニーの結果生じる娘細胞をメロゾイト（娘虫体、merozoite）という。一般的に、生じたメロゾイトは再びメロゴニーを行うことができ、初代メロント、初代メロゾイト、第2代メロント、第2代メロゾイト、のように呼ぶ。かつての胞子虫について使われた用語であり、現在はアピコンプレックス門、ミクソゾア、微胞子虫などについて使われている。

## アピコンプレックス門
メロゴニーを行う際の具体的な分裂様式として、アピコンプレックス門ではシゾゴニー、内生二分裂、内生多分裂などが存在する。
内生二分裂(endodyogeny)
DNA複製、閉鎖型の有糸分裂、娘細胞形成が順次行われる。真核生物一般に見られる体細胞分裂との違いは、細胞質を2分割するのではなく、細胞質中に娘細胞を組み立て母細胞は破壊される点である。
内生多分裂(endopolygeny)
内生二分裂と同様に細胞質中に娘細胞を組み立てるが、同時に多くの娘細胞が生じる点が異なる。娘細胞形成に先だってDNA複製が複数回行われており、細胞核の分裂が起き多核体となる場合（トキソプラズマ）と細胞核が分裂せず多倍数性となる場合（肉胞子虫）がある。
シゾゴニー(schizogony)
DNA複製と閉鎖型の有糸分裂を複数回繰り返して多核体となったあと、同時に娘細胞形成が行われる。細胞質を共有しているにもかかわらず、それぞれの核は自律的非同期的に分裂を行う。そのため生じる娘細胞の数は2のべき乗とは限らない。娘細胞は母細胞の表層で組み立てられ出芽する。
このうちシゾゴニーが最も一般的であることから、メロゴニーと呼ぶべき所をシゾゴニーと呼び、したがってメロントに相当するものをシゾント(schizont)と呼ぶ場合がある。しかしメロゴニー以外にガメトゴニーやスポロゴニーでも分裂様式はシゾゴニーである場合があり、生殖相と分裂様式を混同すべきでない。
アピコンプレックス門の標準的な生活環では、オーシストまたはその中のスポロゾイトが宿主体内に入ると、スポロゾイトが細胞に侵入しメロゴニーを行って個体数を増やす。アイメリア科の場合は小腸上皮細胞が標的となり、その結果下痢などを引き起こす。マラリア原虫の場合はまず肝細胞でメロゴニーを行い、続いて赤血球が標的となり発熱や貧血を引き起こすことになる。いずれの場合も、メロゴニーの結果として宿主細胞が破壊されることが直接の原因である。